# Titus Andronicus
Titus Andronicus — американская рок-группа из Глен-Рока, штат Нью-Джерси, образованная в 2005 году. Она была названа в честь одноимённой пьесы Шекспира. По словам музыкантов, на их творчество повлияла музыка Neutral Milk Hotel и Pulp. Их дебютный альбом The Airing of Grievances вышел в 2008 году и в положительном отзыве на Pitchfork был описан как звучание «неистовой, полностью раскрывшейся и непочтительной» инди-группы. Второй диск коллектива The Monitor, выпущенный 9 марта 2010 года, дебютировал на седьмом месте в чарте Heatseekers журнала Billboard. В том же месяце Rolling Stone назвал Titus Andronicus одной из семи лучших новых групп 2010 года.

## Дискография
Студийные альбомы
- The Airing of Grievances (2008)
- The Monitor (2010)
- Local Business (2012)
- The Most Lamentable Tragedy (2015)
- A Productive Cough (2018)
- An Obelisk (2019)
- The Will to Live (2022)